# Caletón Blanco
El Caletón Blanco es una playa del norte de la Isla Canaria de Lanzarote (España), que se encuentra en el municipio de Haría, en la localidad de Órzola.